# Fabronia curvirostris
Fabronia curvirostris är en bladmossart som beskrevs av Frans François Dozy och Molkenboer 1844. Fabronia curvirostris ingår i släktet Fabronia och familjen Fabroniaceae. Inga underarter finns listade i Catalogue of Life.